# Alex Arts
Alex Arts (Antwerpen, 9 oktober 1937) is een voormalig Belgisch senator.

## Levensloop
Arts promoveerde tot doctor in de rechten aan de Katholieke Universiteit Leuven, waarna hij beroepshalve advocaat werd. Tevens was hij van 1986 tot 1988 nationaal voorzitter van de Hoge Raad voor Maatschappelijk Welzijn.
Hij werd tevens politiek actief voor de CVP en was voor deze partij van 1971 tot 1991 OCMW-voorzitter van Genk. Bovendien zetelde hij van 1987 tot 1991 als provinciaal senator voor de provincie Limburg en van 1991 tot 1994 als rechtstreeks gekozen senator voor het arrondissement Hasselt-Tongeren-Maaseik in de Belgische Senaat.
In november 1994 verliet hij de nationale politiek om rechter aan het Grondwettelijk Hof te worden en in september 2001 werd hij verkozen tot voorzitter van de Nederlandse taalgroep van dit hof. In oktober 2007 stopte hij met beide functies nadat hij de leeftijdsgrens van 70 jaar bereikte.